# Про котёнка Женю и правила движения
«Про котёнка Же́ню и пра́вила движе́ния» — мультипликационный фильм, созданный на Свердловском телевидении в 1976. В мультфильме использованы куклы Свердловского театра кукол.

## Сюжет
Котёнку Жене подарили самокат. Он обрадовался и стал кататься по дорогам, но при этом совершенно не соблюдая правила дорожного движения. Однажды он чуть было не попал под колёса автобуса. Женя убежал с места происшествия. Придя домой, котёнок почувствовал угрызения совести. Даже во сне ему не давал покоя этот случай. Проснувшись, Женя не выдержал и побежал к Светофору и Дорожным Знакам просить прощения и учить правила движения.